# 拓跋育
拓跋育（6世紀？—558年3月21日），原姓元，字僧会，河南郡洛阳县（今河南省洛阳市东）人，魏文成帝拓跋濬曾孙，魏献文帝拓跋宏之孫，高阳文穆王元雍第十子，北魏宗室、官员。

## 生平
魏孝武帝元修初年，元育封顿丘县开国伯，食邑四百户，东魏天平年间，出任镇远将军、散骑侍郎。元育后来西入关中，东魏撤除了顿丘县伯的封国。元育在西魏官至使持节、大将军、大都督，封淮安王。
自从尚书元烈被诛杀后，西魏废帝元钦有怨言，暗中谋划诛杀太师宇文泰，元育和广平王元赞等人流泪劝谏他，元钦不听。宇文泰于是与公卿商议废掉元钦，立齐王拓跋廓为皇帝。
西魏恭帝元年（554年），宇文泰复兴鲜卑姓氏，元氏改为拓跋氏，元育也在此时改回旧姓。西魏恭帝二年（555年），宇文泰劝告拓跋育上表给皇帝，请求按照古代制度降爵位为公爵，于是西魏宗室诸王都降为公，拓跋育也改封为淮安公。
北周代西魏后，周明帝宇文毓二年二月十七日（558年3月21日），拓跋育去世，谥号思，十月十二日（11月8日）葬于小陵原。王书钦《北周僭代西魏的史境再审视——从新见<拓拔初墓志>等墓志和史籍说起》认为，拓跋育与一年前去世的拓跋初、拓跋宁、拓跋儒一样，墓志形制微简、文述草略、尽显讳言，不合王公礼，很可能是都被北周所杀。

## 其他
拓跋育曾在西魏恭帝二年（555年）在岐陽修建法門寺。

## 家庭

### 兄弟姐妹
- 元端，北魏散骑常侍、镇东将军、金紫光禄大夫、安德文公
- 元泰，北魏通直散骑常侍、镇东将军、太常卿、高阳文孝王
- 元叡，北魏光禄少卿、济北郡王
- 元诞，东魏侍中、车骑大将军、仪同三司、司州牧、昌乐文献王
- 元勒叉，东魏镇远将军、散骑侍郎、阳平县伯
- 元亘，东魏镇远将军、散骑侍郎、濮阳县伯
- 元伏陀，东魏镇远将军、散骑侍郎、武阳县伯
- 元弥陀，东魏镇远将军、散骑侍郎、新阳县伯
- 元居罗，东魏镇远将军、散骑侍郎、卫县伯
- 元氏，嫁北魏司州别驾郑幼儒
- 元氏，嫁北齐散骑常侍、光禄大夫崔仲文
- 元氏，嫁北魏安南将军、光禄大夫皇甫玚